# 播種

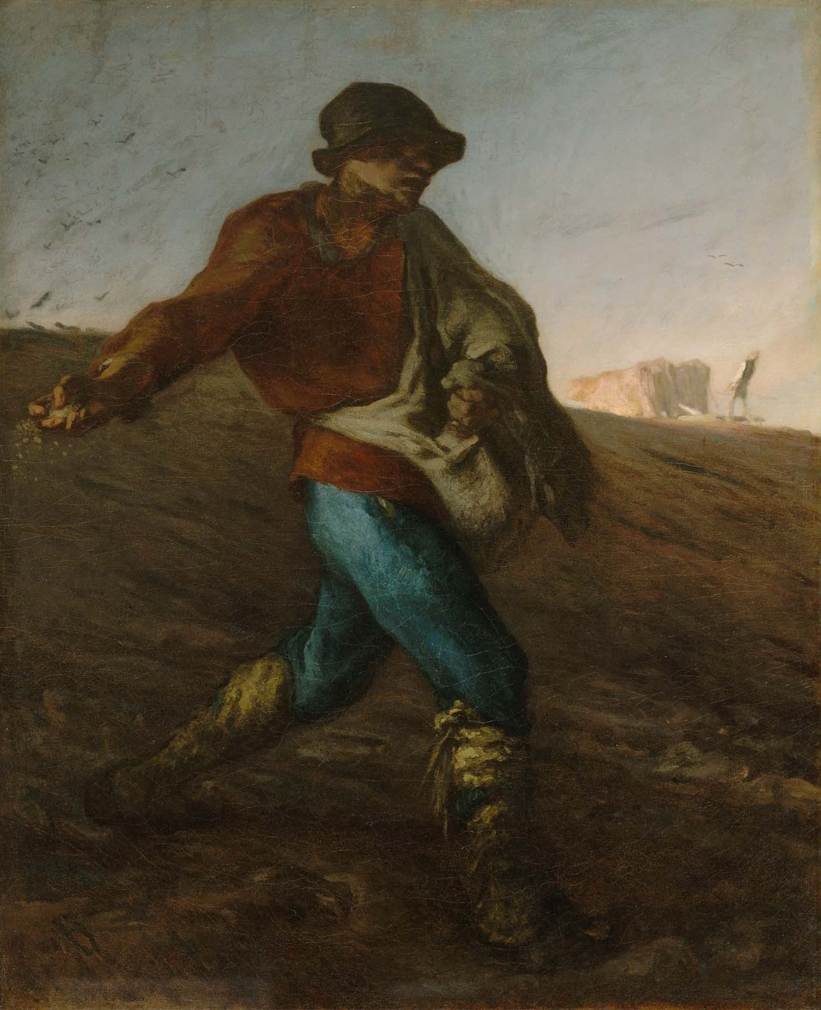
ジャン＝フランソワ・ミレーが播種を画材とした『種まく人』1850年 ボストン美術館

播種（はしゅ）とは、植物の種子を播く（蒔く、撒く、まく）こと、つまり種まきである。それから転じて、種をばらまいたように、細かい点が無造作・無秩序にある状態を言う。本項では、本来の播種、園芸における種まきに関する諸々を述べる。

## 播種により栽培できる植物

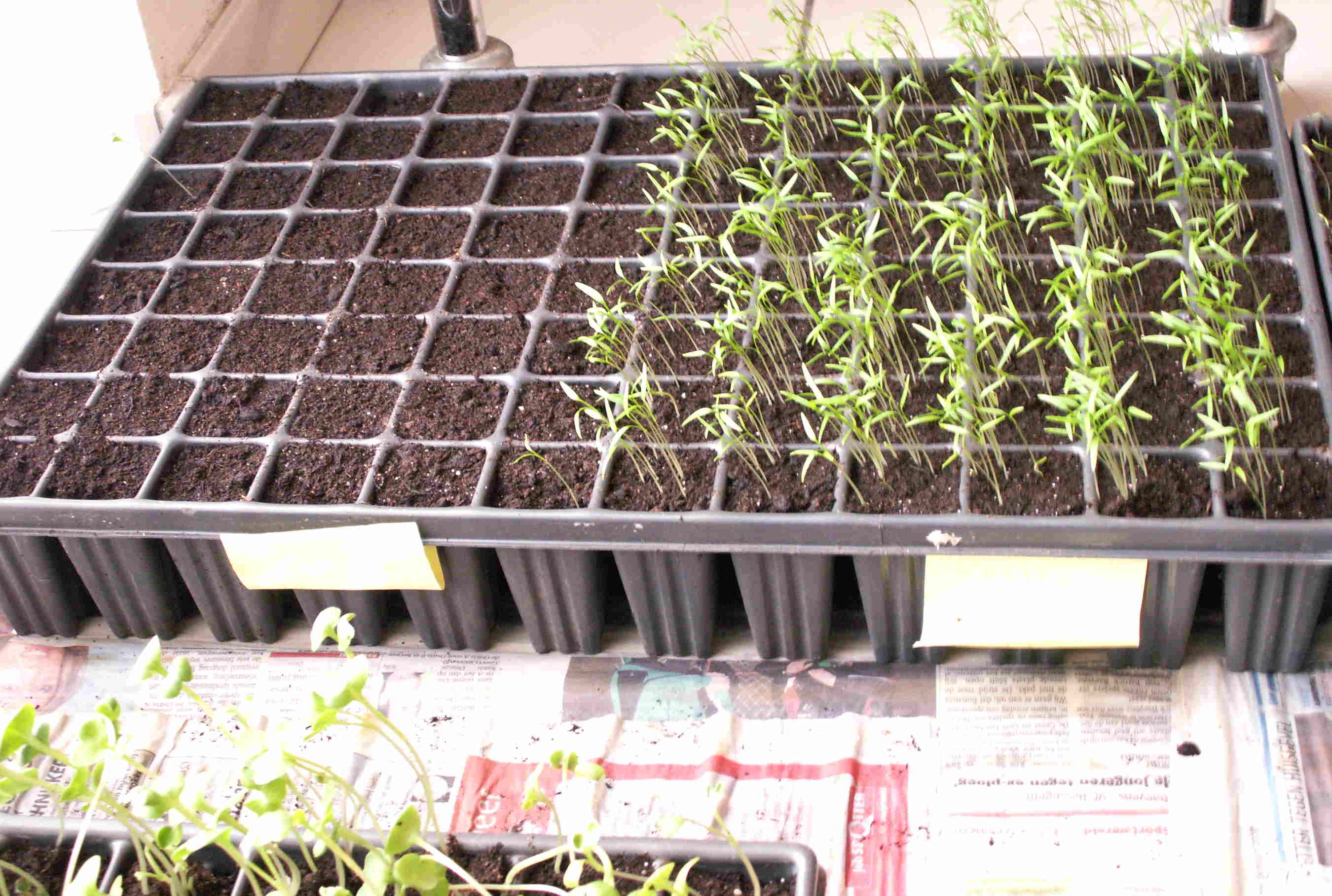
播種用のポット

### 一年草
春まきのヒマワリ、サルビア、アサガオ、ホウセンカ、マリーゴールド、ヒャクニチソウ、ケイトウ、アゲラタムなどと、秋まきのパンジー、デージー、キンセンカ、スイートピー、ケシ、キンギョソウ、エゾギク、リビングストンデージーなど、それに夏蒔きのハボタンとプリムラがある。

### 二年草
園芸上は、発芽してから開花・結実して枯れるまで、一年以上・二年以内のものを二年草という。春播きのジギタリス、秋まきのカンパニュラがよく知られている。

### 球根類
球根も大半がタネも売られている。チューリップなどはタネから開花までに、5年ほどかかるが、北陸や東北地方でないと、開花する前にモザイク病にやられてアウトである。球根類でおすすめは、ダリアである。春播きすると、大輪でもポンポン咲きでも、すべて秋には開花する。花は、さすがに球根から作る豪華なものに比べると見劣りするが、十分に観賞価値のあるものである。そのほかグラジオラス、カンナや秋まきのフリージア、ラナンキュラス、アネモネも一年か二年で開花する。

### 多年草
意外に簡単にできるのが菊である。小菊は十分に切り花、とくに仏花に使えるものができる。厚物や管物などの観賞菊も、やはりタネをまいた年の秋に開花するが、重ねの良い大輪咲きはなかなか出ないようである。ガーベラやゼラニウムなどは、国内でもタネが売られており、播いた年に開花するが、他の宿根草も、開花までさほどの年月はかからない。

### 木本
盆栽用の松柏類（コニファー）やカエデ、ハゼノキなどは、ほとんどタネから作られている。メタセコイアやユーカリのように、タネから1年で1メートル近くなるものもある。花木類は、開花までに2，3年から10年くらいかかるものまである。果樹類のタネも売られているが、これは品種ものを接ぎ木や挿し木で増やしたほうが断然良い。タネからまいたものは、果実が小さく、また味もまずいので、タネからは作らない方がよい。

### サボテン
サボテンはほとんど栽培業者が実生で栽培したものである。タネから直径5cmくらいの玉にするまで数年かかるが、それでも「金鯱」や「兜丸」などのサボテンが、双葉からだんだんそれらしい形に成長するのを観察しているのは興味深いものである。
サボテンも発芽には水が必要である。それに一般の草花より遙かに高い温度が必要である。小さな浅鉢に砂またはサボテンの培養土を満たし、6月から8月に鉢に蒔き、タネが隠れる程度に覆土し、芽が出るまでは受け皿をあてがい、日陰においておく。発芽したら密生したところを間引き、徐々に乾燥させてゆく。

### 多肉植物
多肉植物は、単子葉植物のアロエやリュウゼツラン、双子葉植物のベンケイソウ科やツルナ科のものなど、数十の科にまたがっており、タネの大きさも性質もまちまちである。熱帯性のものから、逆に暑さに弱いものまである。ほとんどタネから栽培でき、サボテンと同じように、発芽までは土に十分な湿り気が必要である。

## 播種の方法
『作物学用語事典』での定義による。
散播
散播（ばらまき）とは、地面（畝など）の上に均一かつ全体的にタネをまいていく方法。間引きなどに手間がかかるが、小さなスペースでたくさん育てられる。コンテナで間引き収穫を楽しみながら育てる場合にも向いている。畑などの露地にばらまきする場合もあるが、手間がかかり、間引きが遅れると徒長したりすることが多い。
点播
点播（点まき）とは、地面に一定間隔で穴をあけ、その中に一粒から数粒ずつタネをまいていく方法。千鳥状に穴をあけてまく場合には千鳥まきともいう。タネが大きい植物や、株間を広くとる野菜などは点まきする。広い土地がある場合は、条まき（筋まき）よりも点まきしたほうが間引きなどの手間がかからないという利点がある。また、ポリマルチ（マルチング）を張った畝では、どんな種類の作物でも点まきが行われる。播く位置に1 - 2センチメートルの深さの窪みをつけてタネを播いて覆土し、軽く押さえたら水やりをする。
条播
条播（条まき）とは、地面（畝など）の上に浅く線状の溝をつけて種をまいていく方法。筋まき（すじまき）ともいう。ばらまきよりも間引きがしやすいという利点がある。深さ1センチメートルほどの播き溝をつけて、タネを5 - 10ミリメートルの間隔で播いていくのが基本となる。タネを播いたら覆土して手で押さえ、水やりをする。
中尾佐助は、世界各地の農耕文化のうち、東南アジアにあるヤムのような根栽を栽培する際の播種法に点播が見られ、アフリカ、アジアなどの雑穀栽培をする地域は除草をするために条播が発達し、地中海沿岸部から北では、雑草に利用できるものが多いため散播が発達したと主張している。また、イギリスでは、18世紀以降、ジェスロー・タルの提唱により条播が発達し、ホッパーとよばれる条播用の器具が出来たと言う。

## 播種の時期
種まきで一番大事なのは、播き時である。秋まきでは、数日の違いで、生育に大きな差が出ることがある。また、植物にはそれぞれに発芽適温があり、適温でないと全く発芽しないこともある。

### 春まき
よく、タネをまくには春と秋の彼岸頃が良いと言われるが、これは間違いである。秋分の頃は最低気温が15 - 20℃で、秋まき草花の発芽適温だが、春分の頃は東京でまだよく霜が降り、氷が張ることもある。コスモスやマリーゴールドなど、発芽温度の低いもので、ソメイヨシノが散り始めた頃、サルビアや朝顔はゴールデン・ウィークの頃、春播き草花で一番発芽温度の高いインパチェンスは5月中下旬がよい。春播き種はだいたい、温度が高ければよく発芽するので、わざとマリーゴールドやコスモスなどを7月頃にまくと、秋にコンパクトな姿で花をつける。

### 秋まき
秋まきの草花は、春播きのものより発芽温度が低いが、冬に向かうため、生育適温のうちに十分な大きさにしておかないと、貧弱な花しか咲かないことになる。暖かい地方では、パンジー・キンセンカ・花菜・ヴェニディウム（寒咲蛇の目菊）・ヤグルマギクなどは、9月5日頃までに播くと、年内に花を見ることができる。
秋まき草花の発芽をよくするには、通販のカタログは5月下旬に発行されるので、タネを早めに注文し、タネが来たら一ヶ月以上冷蔵庫の野菜室に保管して、8月下旬から9月5日頃までに播種するようにする。キンギョソウや撫子（なでしこ）類、ポピーなどは秋分頃でよい。ヴァーベナやルピナス、リヴィングストンデージーなどは、10月になってから播いた方がよい。今はタネの袋に、地播き時を色分けした日本地図や、発芽適温が出ている。春播きでは最高気温がその適温になったら、秋まきでは最低気温が発芽適温になったらすぐに播くのがよい。

### 夏まき
ハボタンは6月下旬から8月中旬頃が播き時である。また、プリムラは6月から7月が播き時である。これらは秋になってから播くと、十分に生育しないうちに観賞期を迎えてしまうからであるが、夏はやはり発芽しにくく、病虫害も多い。
温室で栽培される鉢物は、プリムラもそうだが、特別な播き時のものがかなりある。設備も必要だし管理も大変なので、詳しく知りたい方は、専門書を読んでほしい。

### 取り播き
採集したタネをすぐに播くのを取り播きという。松柏類やカエデ、ツバキ、ハゼの木など、木本類では取り播きにしたほうがよいものが多い。木本類のタネは、案外乾燥に弱く、また、種類によっては、いったん寒さにあってから暖かくならないと、つまりタネが、春が来たことを自覚しないと、発芽しないからである。

## 種子の購入と保存

### 日本国内での買い方
ポピュラーなものであれば、街の花屋、園芸店、ホームセンターなどで手にはいる。しかし、店によっては管理がおざなりで、秋まきのタネを、真夏の日向に陳列しているところがある。タネは播くまでは、冷蔵庫に保管するのが望ましいほどであるから、涼しい場所においてあるショップから買うべきである。
新しい品種や、珍しいものは、通信販売で入手するのがよい。今でこそ盛んなカタログ販売であるが、通販の元祖は、1887年にタキイ種苗が売り出したトウモロコシその他の野菜のタネである。かつては第3種郵便で、種子・球根・苗ものなどが100g6円で送れたこともあり、種苗の通販は盛んであった。通販のカタログは、11月末と5月末に出る。ただし有料で1冊200 - 500円くらいである。種苗の代金は先払いで、郵便振替による送金が多く、送金手数料や商品の送料はさほど高くない。

### 国外からタネを買うとき
インターネットの普及で、国外からタネを買うのも容易になった。欧米の種苗カタログは、日本のもののような美しい絵や写真が少なく、説明文のほうが多い。しかも、植物の名前（学名）や科名などがラテン語表記なので、慣れないととまどうかもしれないが、検索サイトでその学名を入力して日本語のサイトを探すと、写真や説明が見られる。
「裏サイト」からマリファナなどのタネを買うのはもってのほかだが、大手の種苗会社で売られているものでも、ケシの変種ボタンゲシ (Papaver somniferum var. paeoniflorum) などは、あへん成分がそれ専用の白花一重咲き種に比べ、桁違いに少ないため、欧米では園芸植物として自由に栽培できるが、日本では今のところあへん法により栽培禁止になっている。

### タネの保存
植物の種類によっても異なるが、一般に作物のタネは時間が経つにつれて発芽率が悪くなってしまう。そこで、できるだけ購入したその年のうちにタネを播いてしまうことが最も望ましいとされる。購入後に余ってしまったタネを保存する場合は、湿気が入らないように種が入った袋の口元をしっかりとめて、冷蔵保存する。

## 播種の実際
種まきの方法には花壇や菜園の露地に直接種をまく直播き（露地播き）と、育苗ポットなどに種を播くポット播きに大別できる。

### 直まき
ほとんどの野菜のタネや、安価な袋物の草花のタネなどは、花壇や畑など、露地に直接播くことができる。ケシ類・ハゲイトウ・スイートピーや根菜類・マメ類・コマツナなど移植を嫌う直根（ちょっこん）とよばれる1本の太くて長い根を出すタイプの植物は、原則として栽培地に直接播く直まきが行われる。まき方には「ばらまき」「条まき（筋まき）」「点まき」の3通りのまき方があるが、基本的にはどのまき方でも育てられる。野菜などを本格的に栽培する圃場では、畝（うね）を作り、直線上に列をつくるようにまく「筋まき」か、株間の間隔をとって1カ所に複数の種をまく「点まき」が適している。幅があるまき溝をつくって、溝全体にまく「ばらまき」はコムギのように芽が密に出てよい植物に向いている。家庭菜園や花壇では、十分に耕したら、30 - 50センチメートルくらいの間隔で筋を造り、そこへ適当にタネを落として行く。
普通、直まきをしたあとは、生長に合わせて混み合ったところを間引きしてよい苗を残しながら育てていくのが基本である。園芸になれない人は、間引きがもったいなくて密植になってしまいがちであるが、密植は苗が徒長するだけでなく、病虫害にも遭いやすい。間引きも園芸の技のうちである。

### ポットまき
トマトやナスのような野菜は生育期間が長くて、日本では冬場にタネを播く必要があるものは、育苗ポットに種を播いて、室内やビニールハウス内で苗を育てていく。また、育苗時期に畑や花壇が空いていない場合や、タネが小さすぎて露地に播くと雨で流されてしまう場合、あるいはタネが大きいため露地に播くと鳥などに食べられてしまう場合でも、ポットまきで育苗が行われる。ふつう、一つのポットにタネを数粒ずつ播き、間引きして1本の丈夫な苗だけを残すようにして育てられる（間引かないで育てる場合もある）。ポットまきされた苗がある程度大きく育った段階で、花壇や畑に植え付けられる。
育苗箱やプランター、あるいは育苗トレイに種をまいて、種が発芽したら本葉1、2枚のころに苗を選んで育苗ポットに移植する「ポット上げ」を行い、さらに育苗管理して苗が大きくなったら定植する方法もある。
育苗ポットや育苗箱に種まきすると温度管理がしやすく、発芽に必要な適温を保ちやすいというメリットがある。

### 床まき
畑などに育苗床を作ってタネを播いて育苗し、その苗を掘り上げて定植する方法のことを「床まき」という。苗を育てて移植する点ではポットまきと同じであるが、ポットまきのほうが失敗が少なく簡単にできる。

### 種まきに適した土
種まきに適した土は、病原菌に汚染されておらず、肥料分がほとんどないこと。水はけ、水持ちがよくなるようによく耕してあり、通気性があり、肥料持ちの良いことが大切で、かたく固まった土では種子から発芽した根を張ることができない。また、土には粒子の大小があり、それぞれかたまりあって程良い大きさの粒状になっている団粒構造になっていることで、空気の通りがよく、水はけ・保水性・保肥性に富む性質になる。反対に団粒構造ではない土は単粒構造といい、水や空気の通る隙間がほとんどない土となり、これでは植物の根が伸びにくくなり、十分な水分や栄養分の吸収が阻害され、根腐れの原因となってしまう。土に堆肥などの有機物をすき込むと、土壌微生物の働きによって単粒構造の土を団粒構造にする働きがある。堆肥には肥料持ちを良くする効果はあるが、肥料としての効果はそれほどない。
野菜の場合、タネをまくために畑の土を盛り上げることを「畝立て」という。畝は水はけや通気性を良くすることが第一の目的で、畑の中のタネを播いた場所と通路となる場所がはっきり区別できるという利点もある。畝を作ったらタネをまく前に元肥を入れておく。元肥の入れ方には、全体的に肥料を混ぜる「全面施肥」と、溝を掘って施肥する「溝施肥」がある。

### 覆土について
覆土（タネの上にかける土）は、大粒のタネではタネの直径の2 - 3倍、比較的小さなタネは、タネが見え隠れする程度がよい。ごく細かいタネ（微細種子）には、好光性と言って、発芽にある程度の光線が必要なものがあり、その場合は覆土をせず、タネをまいた鉢を明るい日陰に起き、下に受け皿をあてがって吸水させる。
植物の種類によって、発芽するのに光が必要な種子のことを好光性種子といい、反対に光が当たると発芽しにくい種子のことを嫌光性種子といって、覆土の厚さと大きく関わりがある。好光性種子は覆土が厚いと発芽しないため、覆土はごく薄くしておく。嫌光性種子は種の大きさの3倍くらいの厚さでしっかりと覆土する。また、一般の種では種子と同じくらいの厚さで覆土するのが基本とされる。いずれも覆土後は、土を軽く押さえて種を土になじませるようにする。
好光性種子
イチゴ、インゲン、カブ、ゴボウ、シソ、シュンギク、セロリ、漬け菜類、ニンジン、バジル、パセリ、ミツバ、レタスなど。
嫌光性種子
ダイズ（枝豆）、カボチャ、キュウリ、ウリ、スイカ、ダイコン、タマネギ、トマト、ナス、ピーマン、ニラ、ネギ、メロンなど。